# Rio Chambeshi

O Rio Chambeshi em vermelho no mapa.

O rio Chambeshi (ou rio Chambezi) é um rio do nordeste da Zâmbia, e o afluente do rio Congo mais longínquo da sua foz, sendo por isso passível de ser considerado como a sua fonte. Todavia, em termos de caudal, o rio Lualaba aporta-lhe mais caudal. 
O Chambeshi surge nas montanhas do nordeste da Zâmbia perto do Lago Tanganica à altitude de 1760 m. Flui por 480 km pelos pântanos de Bangweulu, parte do Lago Bangweulu, e no final da época das chuvas, em maio, descarga água que recarrega os pântanos e inunda uma vasta planície. A água depois flui para o rio Luapula.